# Kurtyeri, Kandıra
Kurtyeri là một xã thuộc huyện Kandıra, tỉnh Kocaeli, Thổ Nhĩ Kỳ. Dân số thời điểm năm 2010 là 871 người.